# Kieliszkówka alpejska

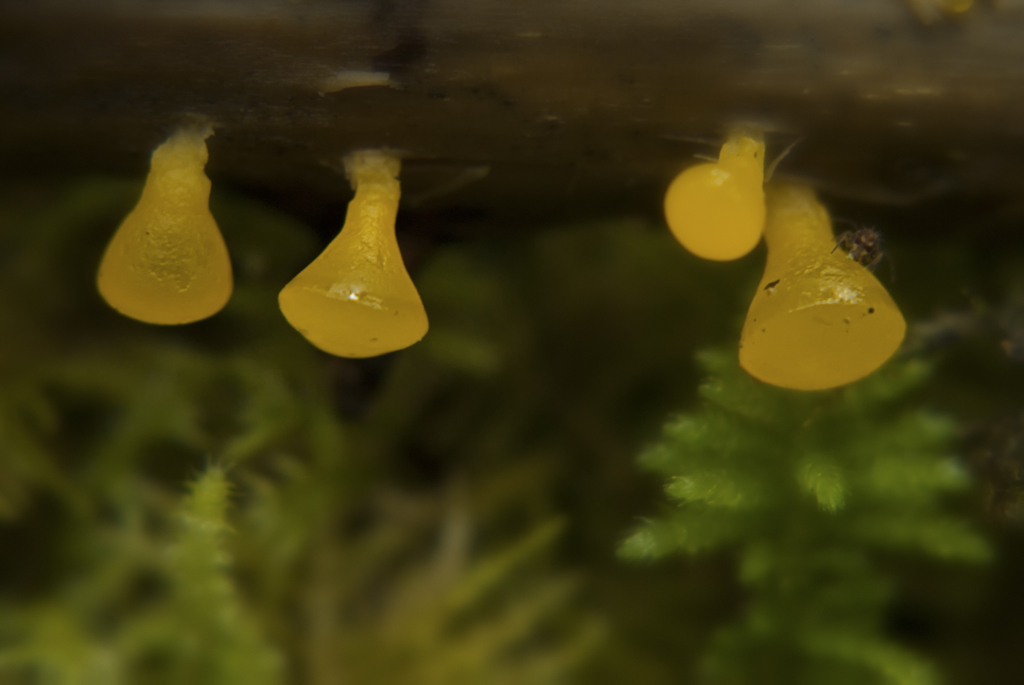

Kieliszkówka alpejska (Guepiniopsis alpina (Tracy & Earle) Brasf.) – gatunek grzybów z rodziny łzawnikowatych (Dacrymycetaceae).

## Systematyka i nazewnictwo
Pozycja w klasyfikacji według Index Fungorum: Guepiniopsis, Dacrymycetaceae, Dacrymycetales, Incertae sedis, Dacrymycetes, Agaricomycotina, Basidiomycota, Fungi.
Po raz pierwszy opisali go w 1901 r. Samuel Mills Tracy i M.P. Early nadając mu nazwę Guepinia alpina. Obecną, uznaną przez Index Fungorum nazwę nadał mu Travis W. Brasfield w 1938 r. Synonimy:
- Guepinia alpina Tracy & Earle 1901
- Heterotextus alpinus (Tracy & Earle) G.W. Martin 1932[2].

Polską nazwę nadał Władysław Wojewoda w 1999 r.

## Morfologia
Owocniki
Wyglądem przypominają miseczkowate owocniki workowców. Mają mniej lub bardziej kieliszkowaty kształt, średnicę 4–20 mm i galaretowatą konsystencję. Górna powierzchnia o barwie od jasnożółtawej pomarańczowej, pomarańczowożółtej lub pomarańczowej, naga, płaska lub z kilkoma zmarszczkami. Brzeg gładki, ale czasami wydaje się drobno ząbkowany. Dolna powierzchnia tej samej barwy co górna, lub nieco ciemniejsza, chropowata, naga, nieprążkowana. Brak wyraźnego trzonu, ale gdy występuje, ma kształt odwróconego stożka a jego powierzchnia jest taka sama jak dolna powierzchnia kapelusza.
Cechy mikroskopowe
Zarodniki 11–17 × 4–5 µm, cylindryczne do kiełbaskowatych, gładkie, szkliste w KOH. Przegrody powstają późno, ale ostatecznie wykształcają się 2–3 przegrody. Często powstają także konidia. Mają wymiary 4–6 × 2–3 µm, są gładkie, szkliste w KOH, o kształcie od elipsoidalnego do łzowatego lub bardzo nieregularne. Podstawkiw kształcie litery Y, 40–50 × 2–3 µm, gładkie i żółte w KOH. Probazydia podobne do podstawek, ale mniejsze lub z krótszymi „szczypcami” lub nierozgałęzione i wrzecionowate do cylindrycznych. Strzępki w kontekście o szerokości 2–3 µm, gładkie, szkliste, w masie złote, z dużymi, pętlowymi sprzążkami. Włoski w skórce 25–50 × 5–22 µm, ułożone palisadowo, wrzecionowate do kiełbaskowatych lub prawie gruszkowate, z bardzo grubymi, galaretowatymi ścianami, w KOH szkliste, gładkie lub nieco ziarniste.

## Występowanie i siedlisko
Kieliszkówka alpejska występuje w Ameryce Północnej, Południowej i w Europie. W Polsce do 2003 r. podano tylko jedno stanowisko (Anna Bujakiewicz, Babiogórski Park Narodowy, 1993).
Grzyb nadrzewny, saprotrof. Występuje w lasach iglastych na drewnie drzew iglastych. Owocniki pojawiają się od wiosny do późnego lata, zazwyczaj gromadnie, czasami bardzo licznie na drewnie pozbawionym kory.